# Puchar Cypru w piłce siatkowej mężczyzn (2009/2010)
Rozgrywki o Puchar Cypru w piłce siatkowej mężczyzn w sezonie 2009/2010 zainaugurowane zostały w 18 grudnia 2009 roku. Brały w nich udział kluby z Protathlima OPAP A'Kategorias.
Rozgrywki składały się z 1. rundy, półfinałów i finału.
Finał rozegrany został 23 kwietnia 2010 roku w Limassolu.
Zdobywcą Pucharu Cypru została drużyna Pokka AE Karawa Lambusa.

## 1. runda
| 21.12.2009 | Inlander Omonia Nikozja | 3:0 (25:22, 25:20, 25:17) | Chloe's Pafiakos Pafos |

| 09.02.2010 | Chloe's Pafiakos Pafos | 1:3 (24:26, 25:11, 20:25, 18:25) | Inlander Omonia Nikozja |

| 21.12.2009 | Anorthosis Famagusta | 1:3 (25:16, 21:25, 22:25, 23:25) | Dionysos Strumbi |

| 08.02.2010 | Dionysos Strumbi | 1:3 (24:26, 21:25, 25:22, 22:25) | Anorthosis Famagusta |

| 18.12.2009 | Pokka AE Karawa Lambusa | 3:0 (25:22, 25:19, 25:22) | G.Ph.A. Photiou Nea Salamina Famagusta |

| 08.02.2010 | G.Ph.A. Photiou Nea Salamina Famagusta | 3:1 (22:25, 25:23, 25:13, 25:17) | Pokka AE Karawa Lambusa |

| 21.12.2009 | Anagennisi Derinia | 3:0 (25:20, 25:19, 25:20) | Enosis Neon Paralimni |

| 08.02.2010 | Enosis Neon Paralimni | 3:1 (21:25, 25:22, 25:23, 25:18) | Anagennisi Derinia |

## Półfinały
| 26.02.2010 | Inlander Omonia Nikozja | 3:2 (25:23, 26:24, 23:25, 20:25, 15:12) | Anorthosis Famagusta |

| 05.03.2010 | Anorthosis Famagusta | 3:0 (25:0, 25:0, 25:0) | Inlander Omonia Nikozja |

| 22.02.2010 | Pokka AE Karawa Lambusa | 3:0 (25:21, 25:22, 25:20) | Anagennisi Derinia |

| 05.03.2010 | Anagennisi Derinia | 3:1 (23:25, 25:22, 25:20, 25:22) | Pokka AE Karawa Lambusa |

## Finał
| 23.04.2010 | Maarle Anorthosis Famagusta | 2:3 (25:22, 25:23, 20:25, 18:25, 13:15) | Pokka AE Karawa Lambusa |